# Ağstafa (Rayon)
Ağstafa (auch Agstafa) ist ein Rajon im Westen von Aserbaidschan an der Grenze zu Georgien und Armenien. Hauptstadt ist die Stadt Ağstafa. Der Rajon hat eine Fläche von 1509 km². Durch die Region fließen die Flüsse Kura, Aghstafa und Chasansu.

## Wirtschaft
In der Region wird in großen Mengen Wein und Getreide angebaut sowie Hausrinder gezüchtet.

## Bevölkerung
Die Einwohnerzahl beträgt 88.800 (Stand: 2021). 2009 bestand die Bevölkerung zu 98,7 % aus Aserbaidschanern, 0,6 % sind Türken. Fast die ganze Bevölkerung ist muslimisch. Der Rayon hatte 2009 über 80.000 Einwohner.

## Geschichte und Sehenswürdigkeiten
Die Region war bereits in der Bronze- und Eisenzeit besiedelt, wie es die Fundstätten von Djantepe, Agaligtepe, Shamutepe, Zurnatepe und Gargalartepe belegen. Antike Wasserreservoirs aus dieser Zeit werden noch heute genutzt.
Der Rayon war lange Zeit seiner Geschichte Teil Georgiens, aber auch aserbaidschanischer Staaten wie Gəncə. Ab 1801 gehörte das Gebiet mit Georgien zum Russischen Reich. 1914 wurde die Stadt Ağstafa an einem Eisenbahnknotenpunkt gegründet.
Die Grenze zur georgischen Region Kachetien ist noch immer umstritten, besonders um den Kloster-Komplex Dawit Garedscha, der auf der Grenze liegt. Ebenso verhält es sich im Falle des Klosters Bertubani. Beide Anlagen beherbergen Kunstschätze wie Fresken.

## Verkehr
In das Gebiet verläuft die Eisenbahnlinie von Baku nach Westen und teilt sich in eine Strecke nach Tbilisi und eine nach Jerewan. Der wichtigste Grenzübergang nach Georgien befindet sich im Ort Krasny Most, die Grenze nach Armenien ist wegen des Bergkarabachkonflikts geschlossen.